# Before Midnight
Before Midnight è un film del 2013 scritto e diretto da Richard Linklater.
La pellicola, con protagonisti Ethan Hawke e Julie Delpy, è il sequel del film Before Sunset - Prima del tramonto del 2004; insieme al capostipite Prima dell'alba del 1995, segnano la trilogia della storia d'amore tra Jesse e Céline.

## Trama
Dopo essersi reincontrati nove anni prima Céline e Jesse hanno iniziato a frequentarsi trovandosi conviventi a Parigi con due gemelle. Lui ha scritto due libri basati sulla loro storia ed è diventato uno scrittore di successo, lei è in procinto di accettare un lavoro per il governo. Il figlio di Jesse avuto dal precedente matrimonio ha ormai quattordici anni e può passare con il padre e la nuova famiglia solo le vacanze. Dopo avere trascorso tutti insieme una parte delle vacanze in Grecia l'uomo deve riaccompagnare il figlio all'aeroporto diretto a Chicago e si rende conto di non essere un buon padre per lui, vivendo troppo lontano. Tornato in macchina da Céline e le bambine iniziano le prime tensioni; la donna pensa che questi sensi di colpa siano l'inizio di una fine imminente, perché lui vuole trasferirsi più vicino al figlio adolescente mentre lei non vuole abbandonare la sua vita.
In Grecia sono ospiti di un famoso scrittore del luogo e i suoi amici e passano molto tempo a parlare della vita e delle relazioni amorose. Vengono invitati, quella sera, a trascorrere una nottata senza le bambine in un albergo del posto, e sebbene con qualche riserva accettano. Durante il tragitto a piedi ricordano il tempo passato e fanno ipotesi sul futuro, sperando di potere rimanere settant'anni insieme, come i nonni di Jesse appena morti. Giunti in albergo i due stanno per fare l'amore, ma una telefonata del figlio li interrompe e una parola di troppo riguardo l'ex moglie è motivo di una furiosa lite. Jesse e Céline cominciano a rinfacciarsi tutto ciò che non va bene nella loro relazione, specialmente Céline si sente intrappolata e messa da parte, pensa che trasferirsi negli Stati Uniti sia una cattiva idea, visto che la ex moglie continua a servirsi di suo figlio per punirli. Benché l'uomo cerchi di calmarla lei se ne va dicendo di non amarlo più.
Céline è seduta in un bar all'aperto quando l'uomo la raggiunge fingendosi il "Jesse del futuro". Le dice di essere sempre il ragazzo romantico del quale si innamorò tanto tempo prima e che è stato mandato lì dalla "Céline del futuro" per dirle di non lasciarsi sfuggire un amore reale anche se poco idealistico. La donna si convince alle sue parole e i due tornano a ridere insieme.

## Produzione
Le riprese del film sono iniziate nel mese di agosto del 2012 e hanno avuto termine il 4 settembre successivo, svolgendosi interamente in Grecia tra le città di Messene e Kardamili.
Il budget del film è stato di 3 milioni di dollari.

## Distribuzione
Il film è stato presentato al Sundance Film Festival il 20 gennaio 2013, al Festival internazionale del cinema di Berlino il 7 febbraio e al Tribeca Film Festival il 22 aprile.
La pellicola è stata poi distribuita nelle sale cinematografiche statunitensi a partire dal 24 maggio 2013.

## Accoglienza
Il film ha ricevuto un'ottima accoglienza internazionale, arrivando al 98% di recensioni positive sull'aggregatore Rotten Tomatoes.

## Riconoscimenti
- 2014 - Premio Oscar
  - Candidatura per la miglior sceneggiatura non originale a Richard Linklater, Julie Delpy e Ethan Hawke
- 2014 - Golden Globe
  - Candidatura per la migliore attrice in un film commedia o musicale a Julie Delpy
- 2014 - Satellite Award
  - Candidatura per la miglior sceneggiatura non originale a Ethan Hawke, Julie Delpy e Richard Linklater
- 2014 - Independent Spirit Awards
  - Candidatura per la miglior sceneggiatura a Julie Delpy, Ethan Hawke e Richard Linklater
  - Candidatura per la miglior attrice protagonista a Julie Delpy
- 2014 - Writers Guild of America Award
  - Candidatura per la miglior sceneggiatura adattata per il cinema a Julie Delpy, Ethan Hawke e Richard Linklater
- 2013 - Los Angeles Film Critics Association
  - Miglior sceneggiatura a Julie Delpy, Ethan Hawke e Richard Linklater
- 2014 - National Society of Film Critics
  - Miglior sceneggiatura a Julie Delpy, Ethan Hawke e Richard Linklater
- 2014 - Critics' Choice Awards
  - Louis XIII Genius Award a Julie Delpy, Ethan Hawke e Richard Linklater
  - Candidatura per la miglior sceneggiatura non originale a Julie Delpy, Ethan Hawke e Richard Linklater